# Shijiaying
Shijiaying (kinesiska: 史家营, 史家营乡) är en socken i Kina. Den ligger i Fangshan i storstadsområdet Peking, i den norra delen av landet, omkring 64 kilometer väster om stadskärnan. Antalet invånare är 6 300. Befolkningen består av 2 887 kvinnor och 3 413 män. Barn under 15 år utgör 12,0 %, vuxna 15-64 år 77 %, och äldre över 65 år 9,0 %.